# ラスト・エクソシズム
『ラスト・エクソシズム』（原題: The Last Exorcism）は、2010年のアメリカのホラー映画。モキュメンタリーの手法が使われている。
2013年には続編『ラスト・エクソシズム2 悪魔の寵愛』が公開された。

## キャスト
- コットン・マーカス牧師：パトリック・ファビアン
- ネル：アシュリー・ベル
- ルイス：ルイス・ハーサム
- アイリス：アイリス・バー
- ケイレブ：ケイレブ・ランドリー・ジョーンズ

## 受賞とノミネート
| 賞                               | 部門         | 対象者           | 結果       |
| -------------------------------- | ------------ | ---------------- | ---------- |
| インディペンデント・スピリット賞 | 第一回作品賞 |                  | ノミネート |
| インディペンデント・スピリット賞 | 助演女優賞   | アシュリー・ベル | ノミネート |
| MTVムービー・アワード            | 恐怖演技賞   | アシュリー・ベル | ノミネート |